# Belontia signata
Belontia signata là một loài cá trong họ Osphronemidae. Nó là loài đặc hữu Sri Lanka.